# Powiat rawicki
Powiat rawicki – powiat w Polsce (województwo wielkopolskie), utworzony w 1999 roku w ramach reformy administracyjnej. Jego siedzibą jest miasto Rawicz. Jest to najmniejszy pod względem powierzchni powiat w województwie. Według danych z 1 stycznia 2011 r. powierzchnia powiatu wynosiła 553,52 km². 
W skład powiatu wchodzą:
- gminy miejsko-wiejskie: Bojanowo, Jutrosin, Miejska Górka, Rawicz
- gminy wiejskie: Pakosław
- miasta: Bojanowo, Jutrosin, Miejska Górka, Rawicz

## Demografia
Według danych z 31 grudnia 2022 roku powiat zamieszkiwały 59 134 osoby, a gęstość zaludnienia wynosiła 107 os./km². 
Liczba ludności (dane z 30 czerwca 2005):
|        | Ogółem | Ogółem | Kobiety | Kobiety | Mężczyźni | Mężczyźni |
| osób   | %      | osób   | %       | osób    | %         |           |
| ------ | ------ | ------ | ------- | ------- | --------- | --------- |
| Ogółem | 59 221 | 100    | 30 167  | 50,94   | 29 054    | 49,06     |
| Miasto | 29 327 | 49,52  | 15 346  | 25,91   | 13 981    | 23,61     |
| Wieś   | 29 894 | 50,48  | 14 821  | 25,03   | 15 073    | 25,45     |

▶Wieś vs ▶miasto
Ogółem (▶k, ▶m)
Miasto (▶k, ▶m)
Wieś (▶k, ▶m)

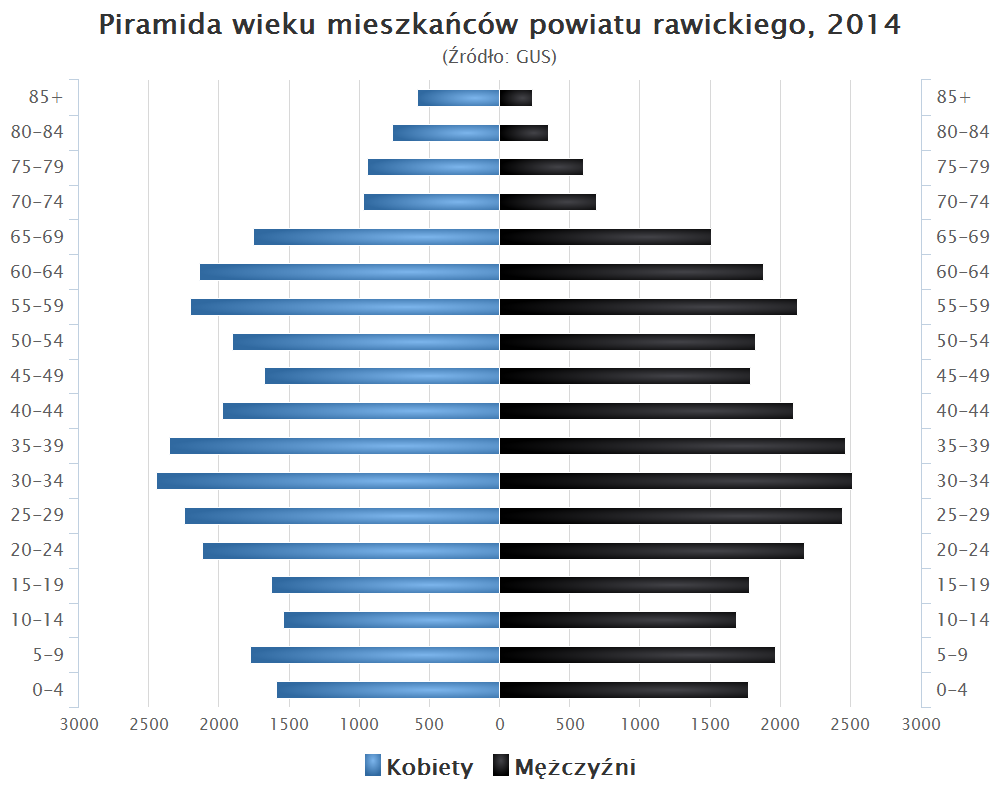
Piramida wieku mieszkańców powiatu rawickiego w 2014 roku

W 2015 powiat miał najwyższy w województwie wielkopolskim odsetek mieszkańców objętych usługami opiekuńczymi z pomocy społecznej (1,9).

## Gospodarka
W końcu września 2019 liczba zarejestrowanych bezrobotnych w powiecie rawickim obejmowała ok. 1 tys. mieszkańców, co stanowi stopę bezrobocia na poziomie 3,9% do aktywnych zawodowo.

## Sąsiednie powiaty
- leszczyński
- gostyński
- krotoszyński
- milicki (dolnośląskie)
- trzebnicki (dolnośląskie)
- górowski (dolnośląskie)